# Victoires de la Musique
Victoires de la Musique (phát âm tiếng Pháp: [viktwar də la myzik], tiếng Việt: Những chiến thắng trong Âm nhạc) là một lễ trao giải diễn ra hằng năm của Pháp, trong đó Bộ Văn hóa Pháp trao giải Victoire (chiến thắng) để ghi nhận những thành tựu xuất sắc trong nền công nghiệp âm nhạc, cũng như ghi nhận những nghệ sĩ âm nhạc xuất sắc nhất của năm. Giải thưởng cho dòng nhạc cổ điển và nhạc jazz có tên gọi lần lượt là Victoires de la musique classique và Victoires du Jazz.
Lễ giới thiệu giải thưởng hằng năm bao gồm những tiết mục biểu diễn của các nghệ sĩ nổi tiếng, một số giải thưởng được quan tâm rộng rãi hơn được giới thiệu trong một lễ trao giải phát trên sóng truyền hình. Các giải thưởng có tầm quan trọng tương đương với các giải Grammy và giải Brit đối với âm nhạc Pháp. Đây là một trong số những giải thưởng lớn của Pháp, cùng với Nuits des Molières cho các màn biểu diễn trên sân khấu, và giải César cho điện ảnh.
Lễ trao giải Victoires de la Musique đầu tiên được tổ chức vào năm 1985, để ghi nhận những thành tựu âm nhạc của những nghệ sĩ trong năm 1985.

## Bối cảnh
Tên các giải thưởng và đề cử cho mỗi hạng mục được lựa chọn hằng năm bởi Ban điều hành Hiệp hội "Les Victoires de la Musique", tương tự như những người bỏ phiếu của Viện Hàn lâm. Năm 2010, các "Victoires" được trao bởi một ban gồm 1.226 chuyên gia (các nhạc sĩ, nghệ sĩ, người viết lời bài hát, nhà soạn nhạc, nhà sản xuất âm nhạc, nhà lưu trữ ghi âm, đạo diễn video, kĩ sư âm thanh và các nhà phê bình) tiến hành bỏ phiếu một vòng duy nhất. Những người bỏ phiếu gồm 40% là các nghệ sĩ (nghệ sĩ biểu diễn, đồng thời cũng có các nhạc sĩ, người viết bài hát, nhà soạn nhạc...), 40% là các nhà sản xuất âm nhạc chuyên nghiệp và 20% là những người trong các lĩnh vực chuyên môn khác có liên quan mật thiết đến thế giới âm nhạc (đại diện của các nghệ sĩ, những người kinh doanh âm nhạc, nhà phê bình âm nhạc, những người quản lý các đài phát thanh...).
Trong những năm gần đây, một số giải thưởng được trao bởi công chúng, thông qua bình chọn SMS, và kể từ năm 2009, Internet được sử dụng để bình chọn người chiến thắng ở các hạng mục: "Nhóm nhạc hay nghệ sĩ mới của công chúng" và hạng mục "Ca khúc của năm".

## Các hạng mục

### Nam nghệ sĩ của năm
- 1985: Michel Jonasz
- 1986: Jean-Jacques Goldman
- 1987: Johnny Hallyday
- 1988: Claude Nougaro
- 1990: Francis Cabrel
- 1991: Michel Sardou
- 1992: Patrick Bruel
- 1993: Alain Bashung
- 1994: Alain Souchon
- 1995: MC Solaar
- 1996: Maxime Le Forestier
- 1997: Charles Aznavour
- 1998: Florent Pagny
- 1999: Alain Bashung (nhận giải lần 2)
- 2000: -M-

#### Nhóm nhạc nam hay nam nghệ sĩ của năm
- 2001: Henri Salvador
- 2002: Gérald De Palmas
- 2003: Renaud
- 2004: Calogero
- 2005: -M- (nhận giải lần 2)
- 2006: Raphael
- 2007: Bénabar
- 2008: Abd Al Malik
- 2009: Alain Bashung (nhận giải lần 3)
- 2010: Benjamin Biolay
- 2011: Gaëtan Roussel
- 2012: Hubert-Félix Thiéfaine
- 2013: Dominique A
- 2014: Stromae
- 2015: Julien Doré
- 2016: Vianney
- 2017: Renaud (nhận giải lần 2)
- 2018: Orelsan
- 2019: Bigflo & Oli

### Nữ nghệ sĩ của năm
- 1985: Jeanne Mas
- 1986: Catherine Lara
- 1987: France Gall
- 1988: Mylène Farmer
- 1990: Vanessa Paradis
- 1991: Patricia Kaas
- 1992: Jane Birkin
- 1993: Véronique Sanson
- 1994: Barbara
- 1995: Celine Dion
- 1996: Véronique Sanson (nhận giải lần 2)
- 1997: Barbara (nhận giải lần 2)
- 1998: Zazie
- 1999: Axelle Red
- 2000: Natacha Atlas
- 2018: Charlotte Gainsbourg

#### Nhóm nhạc nữ hay nữ nghệ sĩ của năm
- 2001: Hélène Ségara
- 2002: Zazie (nhận giải lần 2)
- 2003: Lynda Lemay
- 2004: Carla Bruni
- 2005: Françoise Hardy
- 2006: Juliette
- 2007: Olivia Ruiz
- 2008: Vanessa Paradis (nhận giải lần 2)
- 2009: Camille
- 2010: Olivia Ruiz (nhận giải lần 2)
- 2011: Aṣa
- 2012: Catherine Ringer
- 2013: Lou Doillon
- 2014: Vanessa Paradis (nhận giải lần 3)
- 2015: Christine and the Queens
- 2016: Yael Naim
- 2017: Jain
- 2018: Charlotte Gainsbourg
- 2019: Jeanne Added

### Nghệ sĩ quốc tế của năm
- 1985: Tina Turner (Hoa Kỳ)

### Nghệ sĩ tiếng Pháp của năm/ Nghệ sĩ của năm
- 1994: Maurane (Bỉ)
- 1995: Khaled (Algérie)
- 1996: Céline Dion (Canada)
- 1997: Teri Moïse (Hoa Kỳ/ Haiti)

### Nghệ sĩ Dance/Electronic của năm
- 2009: Martin Solveig
- 2010: Birdy Nam Nam
- 2011: Stromae

### Révélation(Nghệ sĩ mới)

#### Nghệ sĩ nhạc đại chúng mới của năm
- 1985: Jeanne Mas
- 1986: Gold

#### Nữ nghệ sĩ nhạc đại chúng mới của năm
- 1987: Guesch Patti
- 1988: Patricia Kaas
- 1990: Corinne Hermès
- 1991: Liane Foly
- 1992: Jil Caplan
- 1993: Zazie
- 1994: Nina Morato
- 1995: Rachel Des Bois
- 1996: Stephend

#### Nam nghệ sĩ nhạc đại chúng mới của năm
- 1987: L'Affaire Louis Trio
- 1988: Florent Pagny
- 1990: Philippe Lafontaine
- 1991: Art Mengo
- 1992: Nilda Fernandez
- 1993: Arthur H
- 1994: Thomas Fersen
- 1995: Gérald de Palmas
- 1996: Ménélik

#### Nhóm nhạc mới của năm
- 1994: Native
- 1995: Sinclair
- 1996: Alliance Ethnik

#### Nghệ sĩ mới của năm
- 1997: Juliette
- 1998: Lara Fabian
- 1999: Faudel
- 2000: 113
- 2001: Isabelle Boulay
- 2002: Aston Villa
- 2003: Natasha Saint-Pier
- 2004: Kyo

#### Nhóm hoặc nghệ sĩ sân khấu mới của năm
- 2001: Saint-Germain
- 2002: Le Peuple de l'Herbe
- 2003: Sanseverino
- 2004: Kyo
- 2005: La Grande Sophie
- 2006: Camille
- 2007: Grand Corps Malade
- 2008: Renan Luce
- 2009: BB Brunes
- 2010: Izia
- 2011: Ben l'Oncle Soul
- 2012: Brigitte
- 2013: C2C
- 2014: Woodkid
- 2015: Benjamin Clementine
- 2016: Hyphen Hyphen
- 2017: L.E.J
- 2018: Gaël Faye
- 2019: Clara Luciani

#### Nhóm hoặc nghệ sĩ đại chúng mới của năm
- 2005: Jeanne Cherhal
- 2006: Amel Bent
- 2007: Miss Dominique
- 2008: Christophe Maé
- 2009: Sefyu
- 2010: Pony Pony Run Run
- 2011: Lilly Wood and the Prick
- 2012: Orelsan
- 2013: C2C

#### Album của nghệ sĩ mới của năm
- 2001: Mieux qu'ici bas của Isabelle Boulay
- 2002: Rose Kennedy của Benjamin Biolay
- 2003: Vincent Delerm của Vincent Delerm
- 2004: Le Chemin của Kyo
- 2005: Crèvecœur của Daniel Darc và Le rêve ou la vie của Ridan
- 2006: Le Fil của Camille
- 2007: Midi 20 của Grand Corps Malade
- 2008: Repenti của Renan Luce
- 2009: Ersatz của Julien Doré
- 2010: Tree of Life của Yodelice
- 2014: Psycho Tropical Berlin của La Femme
- 2015: Mini World của Indila
- 2016: Chambre 12 của Louane
- 2017: Les Conquêtes của Radio Elvis
- 2018: Petite Amie của Juliette Armanet
- 2019: Brol của Angèle

### Album của năm

#### Album của năm
- 1987: The No Comprendo của Rita Mitsouko
- 1988: Nougayork của Claude Nougaro
- 1990: Sarbacane của Francis Cabrel
- 1991: Nickel của Alain Souchon
- 1992: Sheller en solitaire của William Sheller
- 1993: Caché derrière của Laurent Voulzy
- 1994:  Rio Grande của Eddy Mitchell
- 1995: Samedi soir sur la Terre của Francis Cabrel
- 1996: Défoule sentimentale của Alain Souchon
- 1997: Mr Eddy của Eddy Mitchell
- 1998: L'École du micro d'argent của IAM

#### Album Pop, Rock của năm
- 1999: Fantaisie Militaire của Alain Bashung
- 2000: Sang pour sang của Johnny Hallyday
- 2001: Chambre avec vue của Henri Salvador

#### Album Pop của năm
- 2002: Avril của Laurent Voulzy

#### Album bài hát/đa dạng của năm
- 2003: Boucan d'enfer của Renaud
- 2004: Les Risques du Métier của Bénabar
- 2005: Qui de nous deux của -M-
- 2006: Caravane của Raphael
- 2007: Le soldat rose của Louis Chedid
- 2008: Divinidylle của Vanessa Paradis
- 2009: Bleu pétrole của Alain Bashung
- 2010: La Superbe của Benjamin Biolay
- 2011: Causes perdues et musiques tropicales của Bernard Lavilliers
- 2012: Suppléments de mensonge của Hubert-Félix Thiéfaine
- 2013: La place du fantôme của La Grande Sophie
- 2014: Racine Carrée của Stromae
- 2015: Alain Souchon & Laurent Voulzy của Alain Souchon & Laurent Voulzy
- 2016: De l'amour của Johnny Hallyday
- 2017: Palermo Hollywood của Benjamin Biolay
- 2018: Géopoétique của MC Solaar
- 2019: En amont của Alain Bashung

#### Album Rock của năm
- 2001: Comme on a dit của Louise Attaque
- 2002: Des visages, des figures của Noir Désir
- 2003: Paradize của Indochine
- 2004: Tu vas pas mourir de rire của Mickey 3D
- 2005: French bazaar của Arno
- 2006: À plus tard crocodile của Louise Attaque (2)
- 2007: Wow của Superbus
- 2008: L'Invitation của Étienne Daho
- 2009: L'Homme du monde của Arthur H
- 2010: Izia của Izia
- 2011: Ginger của Gaëtan Roussel
- 2012: So Much Trouble của Izia
- 2013: Can Be Late của Skip the Use
- 2014: Bankrupt! của Phoenix
- 2015: Shake, Shook, Shaken! của The Dø
- 2016: Mandarine của Les Innocents
- 2017: Anomalie của Louise Attaque (nhận giải lần 3)
- 2018: The Evol của Shaka Ponk
- 2019: Radiate của Jeanne Added

#### Album Pop/Rock của năm
- 2003: Paradize của Indochine
- 2004: Tu vas pas mourir de rire của Mickey 3D
- 2005: French bazaar của Arno Hintjens
- 2006: A plus tard crocodile của Louise Attaque
- 2007: Wow của Superbus
- 2008: L'Invitation của Etienne Daho
- 2009: L'Homme du monde của Arthur H
- 2010: Izia của Izia

#### Album nhạc truyền thống của năm
- 1992: Nouvelles polyphonies corses
- 1994: Renaud cante el Nord của Renaud
- 1995: Polyphonies của Voce Di Corsica
- 1996: Dan Ar Braz et les 50 musiciens de l'Héritage des Celtes en concert của Dan Ar Braz và l'Héritage des Celtes
- 1997: I Muvrini à Bercy của I Muvrini

#### Album nhạc truyền thống/World Music của năm
- 1998: Finisterres của Dan Ar Braz và l'Héritage des Celtes
- 1999: Clandestino của Manu Chao
- 2000: Café Atlántico của Cesária Évora
- 2001: Made in Medina của Rachid Taha
- 2002: Proxima estación? Esperanza của Manu Chao
- 2003: Umani của I Muvrini và Françafrique của Tiken Jah Fakoly
- 2004: Voz d'amor của Cesária Évora
- 2005: Dimanche à Bamako của Amadou & Mariam

#### Album World Music của năm
- 2006: Mesk Elil của Souad Massi
- 2007: Canta của Agnès Jaoui
- 2008: Yael Naim của Yael Naïm
- 2009: Tchamantché của Rokia Traoré
- 2010: La Différence của Salif Keita
- 2011: Handmade của Hindi Zahra
- 2012: Cantina Paradise của Jehro
- 2013: Folila của Amadou & Mariam
- 2014: Illusions của Ibrahim Maalouf
- 2015: Rivière noire của Rivière noire
- 2016: Homeland của Hindi Zahra
- 2017: Far From Home của Calypso Rose
- 2018: Lamomali của Lamomali (-M-, Toumani Diabaté, Sidiki Diabaté, Fatoumata Diawara)
- 2019: LOST của Camélia Jordana

#### Album Rap/Groove của năm
- 1999: Panique celtique của Manau

#### Album Rap, Reggae hoặc Groove của năm
- 2000: Les Princes de la ville của 113
- 2001: J'fais c'que j'veux của Pierpoljak

#### Album Rap/Hip-Hop của năm
- 2002: X raisons của Saïan Supa Crew
- 2003: Solitaire của Doc Gynéco
- 2004: Brut de femme của Diam's

#### Album Rap/Hip-Hop/R&B của năm
- 2005: 16/9 của Nâdiya

#### Album Rap/Ragga/Hip-Hop/R&B của năm
- 2006: Les Histoires extraordinaires d'un jeune de banlieue của Disiz la Peste

#### Album Urban của năm
- 2007: Gibraltar của Abd Al Malik
- 2008: Chapitre 7 của MC Solaar
- 2009: Dante của Abd Al Malik
- 2010: L'arme de paix của Oxmo Puccino
- 2011: Château Rouge của Abd Al Malik
- 2012: Le Chant des sirènes của Orelsan
- 2013: Roi sans carrosse của Oxmo Puccino
- 2014: Paris Sud Minute của 1995
- 2015: Je suis en vie của Akhenaton
- 2016: Feu của Nekfeu
- 2017: My World của Jul
- 2018: La fête est finie của Orelsan (nhận giải lần 2)
- 2019: La vie de rêve của Bigflo & Oli

#### Album Reggae/Ragga của năm
- 2002: The Real Don của Lord Kossity

#### Album Reggae/Ragga/World Music của năm
- 2003: Umani của I Muvrini và Francafrique của Tiken Jah Fakoly
- 2004: Voz d'amor của Cesária Évora
- 2005: Dimanche à Bamako của Amadou et Mariam

#### Album nhạc Electronic/Groove/Dance của năm
- 1998: 30 của Laurent Garnier
- 1999: Moon Safari của Air
- 2000: Trabendo của Les Négresses Vertes
- 2001: Tourist của Saint-Germain
- 2002: Modjo của Modjo
- 2003: La Revancha del Tango của Gotan Project
- 2004: Émilie Simon của Émilie Simon
- 2005: Talkie Walkie của Air
- 2006: Animal sophistiqué của Bumcello
- 2007: Végétal của Émilie Simon
- 2008: † của Justice
- 2010: Manual for a Successful Rioting của Birdy Nam Nam
- 2011: Cheese của Stromae
- 2012: Audio, Video, Disco của Justice
- 2013: Tetra của C2C
- 2014: OutRun của Kavinsky
- 2015: Ghost Surfer của Cascadeur
- 2016: The Wanderings of the Avener của The Avener
- 2017: Layers của Kungs
- 2018: Temperance của Dominique Dalcan
- 2019: Dancehall của The Blaze

#### Nhạc phim Điện ảnh/Truyền hình của năm
- 1985: Subway - Éric Serra
- 1986: 37°2 le Matin - Gabriel Yared
- 1987: Manon des Sources - Jean-Claude Petit
- 1988: Le Grand Bleu - Éric Serra
- 1990: Camille Claudel - Gabriel Yared
- 1991: Cyrano de Bergerac - Jean-Claude Petit
- 1992: Delicatessen - Carlos D'Alession
- 1993: L'Amant - Gabriel Yared
- 1994: L'Ecrivain public - William Sheller
- 1995: Léon - Éric Serra
- 1996: Un indien dans la ville - K.O.D.
- 1997: Microcosmos, le Peuple de l'Herbe - Bruno Coulais
- 1998: Le Patient Anglais - Gabriel Yared
- 1999: Taxi - Akhénaton / Khéops
- 2000: Ma Petite Entreprise - Alain Bashung
- 2001: The Virgin Suicides - Air
- 2002: Le Fabuleux Destin d'Amélie Poulain - Yann Tiersen
- 2004: Good Bye Lenin! - Yann Tiersen
- 2005: Les Choristes - Bruno Coulais / Christophe Barratier / Philippe Lopes Curval
- 2006: March of the Penguins - Émilie Simon
- 2007: Ne le dis à personne - -M-
- 2008: Arthur et les Minimoys - Éric Serra

### Bài hát của năm
- 1985: "La Boîte de Jazz" (viết lời/soạn nhạc/biểu diễn: Michel Jonasz)
- 1986: "Belle-île en mer" (soạn nhạc/biểu diễn: Laurent Voulzy - viết lời: Alain Souchon)
- 1987: "Musulmanes" (tác giả/biểu diễn: Michel Sardou - viết lời: Jacques Revaux và Jean-Pierre Bourtayre)
- 1988: "Né quelque part" (viết lời/biểu diễn: Maxime Le Forestier - soạn nhạc: Jean-Pierre Sabar)
- 1990: "Quand j'serai KO" (viết lời/soạn nhạc/biểu diễn: Alain Souchon)
- 1991: "Fais-moi une place" (soạn nhạc/biểu diễn: Julien Clerc - viết lời: Françoise Hardy)
- 1992: "Un homme heureux" (viết lời/soạn nhạc/biểu diễn: William Sheller)
- 1993: "Le Chat" của Pow woW
- 1994: "Foule sentimentale" (viết lời/soạn nhạc/biểu diễn: Alain Souchon)
- 1995: "Juste quelqu'un de bien" của Enzo Enzo (viết lời/soạn nhạc: Kent Cockenstock - cải biên: François Bréant)
- 1996: "Pour que tu m'aimes encore" của Céline Dion (viết lời/soạn nhạc: Jean-Jacques Goldman - cải biên: Jean-Jacques Goldman và Erick Benzi)
- 1997: "Aïcha" của Khaled (viết lời/soạn nhạc: Jean-Jacques Goldman)
- 1998: "L'Homme pressé" của Noir Désir (viết lời/soạn nhạc: Bertrand Cantat / Noir Désir - cải biên: Andy Baker)
- 1999: "Belle" của Notre Dame de Paris
- 2000: "Tomber la chemise" của Zebda (viết lời: Magyd Cherfi - soạn nhạc: Zebda)

#### Bài hát gốc của năm
- 2001: "L'envie d'aimer" của Daniel Lévi (viết lời: Lionel Florence và Patrice Guirao - soạn nhạc: Pascal Obispo - cải biên: Nick Ingman)
- 2002: "Sous le vent" của Garou và Céline Dion (viết lời/soạn nhạc: Jacques Veneruso - cải biên: Christophe Battaglia và Jacques Veneruso)
- 2003: "Manhattan-Kaboul" của Renaud và Axelle Red (viết lời: Renaud - soạn nhạc/cải biên: Jean-Pierre Bucolo)
- 2004: "Respire" của Mickey 3D
- 2005: "Si seulement je pouvais lui manquer" của Calogero (viết lời: Michel Jourdan / Julie Daime, soạn nhạc: Calogero/Gioacchino Maurici)
- 2006: "Caravane" của Raphael
- 2007: "Le dîner" của Bénabar
- 2008: "Double je" của Christophe Willem
- 2009: "Comme un manouche sans guitare" của Thomas Dutronc (viết lời: Thomas Dutronc, soạn nhạc: Thomas Dutronc)
- 2010: "Comme des enfants" của Cœur de pirate (viết lời: Cœur de pirate, soạn nhạc: Cœur de pirate)
- 2011: "Je veux" của Zaz
- 2012: "Jeanne" của Laurent Voulzy
- 2013: "Allez allez allez" của Camille
- 2014: "20 ans" của Johnny Hallyday
- 2015: "Un jour au mauvais endroit" của Calogero
- 2016: "Sapés comme jamais" của Maître Gims (viết lời/soạn nhạc: Maître Gims, Niska, Dany Synthé)
- 2017: "Je m'en vais" của Vianney (viết lời/soạn nhạc: Vianney)
- 2018: "Dommage" của Bigflo & Oli (viết lời: Bigflo & Oli, Paul Van Haver - soạn nhạc: Bigflo & Oli, Stromae)
- 2019: "Je me dis que toi aussi" của Boulevard des airs

### Chương trình âm nhạc và Hòa nhạc của năm

#### Chương trình âm nhạc
- 1985: Julien Clerc tại Bercy
- 1986: Jean Michel Jarre ở Houston
- 1987: Cabaret đạo diễn bởi Jérôme Savary tại Théâtre Mogador
- 1988: La Fabuleuse Histoire de Mister Swing của Michel Jonasz
- 1992: Les Misérables của Alain Boublil và Claude-Michel Schönberg tại Théâtre Mogador
- 1993: Cérémonie d'ouverture et de clôture des Jeux Olympiques d'hiver à Albertville (biên đạo: Philippe Decouflé)
- 1994: Starmania tại Théâtre Mogador
- 1996: Les Poubelle Boys tại Paris Olympia

#### Hòa nhạc của năm
- 1990: Francis Cabrel tại Zénith
- 1991: Johnny Hallyday tại Bercy
- 1992: Eddy Mitchell tại Casino de Paris
- 1993: Jacques Dutronc tại Casino de Paris
- 1994: Johnny Hallyday tại Sân vận động Công viên các Hoàng tử
- 1995: Eddy Mitchell tại Bercy, tại Casino de Paris, tại Paris Olympia và tại Zénith
- 1996: Johnny Hallyday tại Bercy
- 1998: Sol En Si tại Casino de Paris

### Chương trình âm nhạc, Lưu diễn hoặc Hòa nhạc của năm
- 1999: Notre Dame de Paris tại Casino de Paris
- 2000: Je dis aime của -M- tại l'Elysée Montmartre và lưu diễn
- 2001: Johnny Hallyday tại Eiffel Tower, tại Paris Olympia và lưu diễn
- 2002: Henri Salvador tại Paris Olympia
- 2003: Christophe tại Paris Olympia
- 2004: Fan en tournée của Pascal Obispo
- 2005: -M- tại Olympia và
- 2006: Zazie Rodéo tour tại Bercy và lưu diễn
- 2007: Olivia Ruiz
- 2008: Michel Polnareff - Ze Tour 2007
- 2009: Alain Bashung - Bleu pétrole tour
- 2010: Johnny Hallyday - Tour 66
- 2013: Shaka Ponk tại Olympia, Le Zénith và Bataclan - The Geeks Tour (sản xuất: Zouave Spectacles)
- 2014: -M- - Îl(s)
- 2015: Stromae - Racine Carrée Tour
- 2016: Christine and the Queens - Zéniths Tour
- 2017: Ibrahim Maalouf - Red and Black Light
- 2018: Camille - Tour
- 2019: Orelsan - Tour

### Video âm nhạc của năm
- 1985: "Pull Marine" của Isabelle Adjani (đạo diễn: Luc Besson)
- 1986: "La Ballade de Jim" của Alain Souchon (đạo diễn: Philippe Bensoussan)
- 1987: "C'est comme ça " của Rita Mitsouko (đạo diễn: Jean-Baptiste Mondino)
- 1988: "Là-bas" của Jean-Jacques Goldman (đạo diễn: Bernard Schmitt)
- 1990: "Casser la voix" của Patrick Bruel (đạo diễn: Joëlle Bouvier và Régis Obadia)
- 1991: "Tandem" của Vanessa Paradis (đạo diễn: Jean-Baptiste Mondino)
- 1992: "Auteuil Neuilly Passy" của Les Inconnus (đạo diễn: Gérard Pullicino và les Inconnus)
- 1993: "Osez Joséphine" của Alain Bashung (đạo diễn: Jean-Baptiste Mondino)
- 1994: "L'Ennemi dans la glace" của Alain Chamfort (đạo diễn: Jean-Baptiste Mondino)
- 1995: "Nouveau Western" của MC Solaar (đạo diễn: Stéphane Sednaoui)
- 1996: "Larsen" cua Zazie (đạo diễn: Philippe Andre)
- 1997: "C'est ça la France" của Marc Lavoine (đạo diễn: Sylvain Bergère)
- 1998: "Savoir aimer" của Florent Pagny (đạo diễn: Sylvain Bergère)
- 1999: "La nuit je mens " của Alain Bashung (đạo diễn: Jacques Audiard)
- 2000: "Flat Beat" của Mr. Oizo (đạo diễn: Quentin Dupieux)
- 2001: "Am I Wrong của Étienne de Crécy (đạo diễn: Geoffrey de Crécy)
- 2002: "Le vent nous portera" của Noir Désir (đạo diễn: Alexandre Courtes và Jacques Veneruso)
- 2003: "Tournent les violons" của Jean-Jacques Goldman (đạo diễn: Yannick Saillet)
- 2004: "Respire" của Mickey 3D
- 2005: "Les beaux yeux de Laure" của Alain Chamfort (đạo diễn: Bruno Decharme)
- 2006: "Est-ce que tu aimes ?" của Arthur H và -M-
- 2007: "Marly-Gomont" của Kamini
- 2008: "1234" của Feist
- 2009: "Les limites" của Julien Doré (đạo diễn: Fabrice Laffont và Julien Doré)
- 2010: "Elle panique" của Olivia Ruiz (đạo diễn: Valérie Pierson)
- 2011: "La Banane" của Philippe Katerine (đạo diễn: Gaëtan Chataigner)
- 2012: "La Seine" của Vanessa Paradis và -M- (đạo diễn: Bibo Bergeron)
- 2013: "FUYA" của C2C (đạo diễn: Sylvain Richard và Francis Cutter)
- 2014: "Formidable" của Stromae (đạo diễn: Jérôme Guillot)
- 2015: "Saint Claude" của Christine and the Queens (đạo diễn: J.A.C.K.)
- 2016: "Christine" của Christine and the Queens (đạo diễn: J.A.C.K.) (nhận giải lần 2)
- 2017: "Makeba" của Jain
- 2018: "Basique" của Orelsan
- 2019: "Tout oublier" của Angèle (đạo diễn: Brice VDH và Léo Walk)

### DVD Âm nhạc của năm
- 2005: Les leçons de musique của -M- (đạo diễn: Emilie Chedid)
- 2006: En images của Noir Désir (đạo diễn: Don Kent)
- 2007: Tryo fête ses dix ans của Tryo
- 2008: Le Soldat Rose của Louis Chedid (đạo diễn: Jean-Louis Cap)
- 2009: Divinidylle của Vanessa Paradis (đạo diễn: Thierry Poiraud - Didier Poiraud)
- 2010: Alain Bashung à l'Olympia của Alain Bashung (đạo diễn: Fabien Raymond)
- 2014: Geeks on Stage của Shaka Ponk

### Giải thưởng Danh dự
- 1990: Serge Gainsbourg
- 1996: Henri Salvador
- 2001: Renaud
- 2003: Serge Reggiani
- 2007: Juliette Gréco và Michel Polnareff
- 2009: Johnny Hallyday và Jean-Loup Dabadie
- 2010: Charles Aznavour, Stevie Wonder và Hugues Aufray
- 2011: Indochine
- 2013: Véronique Sanson và Sheila